# WampServer
WampServerは、Windows上で動作する、Apache HTTP Server、MySQL、PHPを一括インストール・一元管理可能な総合サーバーソフトウェアである。略称はWAMP。

## 概要
2016年9月19日現在、Apache 2.4.23、PHP 5.6.25/7.0.10、MySQL 5.7.14、Phpmyadmin 4.6.4、Adminer 4.2.5、PhpSysInfo 3.2.5を同梱し、ユーザ指定のブラウザソフトウェア上で総合的な操作が可能なソフトウェアとなっている。全ての機能が無料で使用可能なフリーソフトであり、開発元ウェブページ上にて「寄付歓迎」という形で提供されている。

## 同種のソフトウェア
同様のソフトウェアとしてLinux・Windows・macOS・Solaris上で動作するXAMPP、macOS専用のMAMP、WindowsのサーバインストーラとしてVertrigoServなどがある。